# Svoge (huyện)
Svoge là một huyện thuộc tỉnh Sofia, Bungaria. Dân số thời điểm năm 2001 là 25412 người.